# Ernst Stein (Historiker)
Ernst (Ernest) Edward Aurel Stein (* 19. September 1891 in Jaworzno, Österreich-Ungarn; † 25. Februar 1945 in Fribourg, Schweiz) war ein österreichischer Althistoriker und Professor für byzantinische Geschichte.

## Leben
Der Neffe des britischen Archäologen Sir Aurel Stein entstammte dem liberalen jüdischen Großbürgertum – sein Vater war der Direktor einer Kohlegrube – und wurde 1914 in Wien bei dem Mommsen-Schüler Ludo Moritz Hartmann mit einer Arbeit über das spätantike Ravenna promoviert. Nach der Habilitation 1919 in Wien lehrte er dort als Privatdozent. 1927 wurde er Mitarbeiter bei der Römisch-Germanischen Kommission in Frankfurt am Main. 1929 wechselte er als Privatdozent an die Berliner Universität, hier wurde er 1931 zum außerordentlichen Professor ernannt. 1932 ging er als Gastprofessor an die Universität Brüssel und wurde 1934 als Professor für byzantinische Geschichte an die Katholische Universität Washington, D. C. berufen. 1937 kehrte er nach Europa zurück, da er eine Berufung als Professor für byzantinische Philologie an die Universität Löwen erhalten hatte. Nach der deutschen Besetzung Belgiens floh Stein 1940 in das noch unbesetzte Südfrankreich und musste 1942 weiter in die Schweiz emigrieren. Dort war er in Genf als Privatdozent tätig. Eine erneute Berufung an die Universität Leuven konnte Stein 1945 nicht mehr wahrnehmen.

## Wirken
Steins Arbeitsgebiete umfassen die spätantike Verwaltungs-, Heeres-, Kirchen- und Rechtsgeschichte, hierzu lieferte er auch Beiträge für Paulys Realencyclopädie der classischen Altertumswissenschaft. Zudem edierte er im Auftrag der Preußischen Akademie der Wissenschaften ab 1928 den Nachlass von Emil Ritterling. Sein Hauptwerk stellt die erst postum vollständig vorliegende Geschichte des spätrömischen Reiches (1928) dar, deren zweiter Band im Jahre 1949 von Jean-Rémy Palanque (1898–1988) als Histoire du Bas-Empire veröffentlicht wurde, da Stein seit der Machtübergabe an die Nationalsozialisten 1933 nicht mehr in deutscher Sprache geschrieben hat.

## Schriften
- Beiträge zur Geschichte von Ravenna in spätrömischer und byzantinischer Zeit. In: Klio 16, 1920, S. 40–71 (Auszug aus der Dissertation).
- Studien zur Geschichte des byzantinischen Reiches, Stuttgart 1919 (Habilitation).
- Untersuchungen über das Officium der Prätorianerpräfektur seit Diokletian, Wien 1922 (ND Amsterdam 1962).
- Zur Erinnerung an L. M. Hartmann. In: Vierteljahrschrift für Sozial- und Wirtschaftsgeschichte 18, 1925, S. 312–332.
- Geschichte des spätrömischen Reiches, Bd. 1: Vom römischen zum byzantinischen Staate (284–476 n. Chr.). Wien 1928 [2. Auflage Brüssel 1959, in franz. Sprache]; Bd. 2: Histoire du Bas-Empire: De la disparition de l’Empire d’Occident à la mort de Justinien (476–565 n.Chr.). Herausgegeben von Jean-Rémy Palanque. Brüssel/Paris 1949 [ND Amsterdam 1968] – enthält S. VII–XXII Lebensabriss Steins.
- Die kaiserlichen Beamten und Truppenkörper im römischen Deutschland unter dem Prinzipat. Mit Benützung von Emil Ritterlings Nachlaß dargestellt von Ernst Stein. Wien 1932 (Beiträge zur Verwaltungs- u. Heeresgeschichte v. Gallien u. Germanien; 1).
- Corpus Inscriptionum Latinarum. Volumen XIII. Inscriptiones trium Galliarum et Germaniarum Latinae. Pars VI: Signacula publice laterculis impressa. Edidit E. Stein. Berlin 1933 (Nachdruck 1974)
- Opera minora selecta. Herausgegeben von Jean-Rémy Palanque. Amsterdam 1968.